# 白根斐夫
白根 斐夫（しらね あやお、1916年8月7日 - 1944年11月24日）は、大日本帝国海軍の軍人。第二次世界大戦時の戦闘機搭乗員で、日中戦争での1機を含む9機の総撃墜数を持つエース・パイロットである。最終階級は戦死による一階級特進で海軍中佐。岡田内閣の内閣書記官長だった白根竹介は実父。

## 生涯
1916年（大正5年）8月7日に白根竹介の四男として東京都で生まれる。東京府立四中を経て、1937年（昭和12年）3月、海軍兵学校第64期を卒業。同期生に空母「赤城」艦上爆撃機隊分隊長として真珠湾攻撃に参加し、太平洋戦争を戦い抜いた阿部善次や「特攻に反対した指揮官」として知られる美濃部正がいる。1938年（昭和13年）7月に第31期飛行学生となり、1939年（昭和14年）3月に修了し、戦闘機搭乗員となった。
同年9月、第十二航空隊に配属となり、漢口に進出した。1940年（昭和15年）8月19日、新型機の「零式艦上戦闘機」による重慶爆撃に参加し、9月13日の3度目となる重慶爆撃で、進藤三郎大尉指揮する13機の零式艦上戦闘機隊の一員として参加し、敵機を27機撃墜（中国側の記録によると、実際は撃墜13機、被撃破11機）し、味方機の損害は皆無という完全勝利を収めた。白根中尉もこの空戦で初撃墜を飾ったが、白根機は空戦の最中で機銃を故障し、惜しくも1機撃墜に留まった。1941年（昭和16年）5月、海軍大尉に進級。
太平洋戦争開戦後は、空母「赤城」分隊長となり。ダーウィン空襲、セイロン沖海戦、ミッドウェー海戦に参加。ミッドウェー海戦での空母「赤城」消失後の7月に空母「瑞鶴」分隊長に転任し、第二次ソロモン海戦、南太平洋海戦に参加した。11月、横須賀海軍航空隊に配属され、1943年（昭和18年）11月に新型機「紫電」で編成された第三四一海軍航空隊の飛行隊長となった。1944年（昭和19年）10月に海軍少佐に進級し、同月末に自ら錬成した「紫電」部隊（戦闘第701飛行隊）を率いて、ルソン島マルコットに進出。レイテ航空戦に参加し、11月24日、オルモック湾上空で、米空軍第433中隊の「P-38」と交戦したが、白根機は被弾、自爆戦死した。享年28。戦死後、海軍少佐から一階級特進し、海軍中佐に任ぜられた。
沈着、寡黙の心技共に洗練された、上下に信望の厚い戦闘機指揮官であったという。